# Sucre (Santander)
Sucre es un municipio colombiano del departamento de Santander ubicado en la provincia de Vélez. Cuenta con 8842 habitantes, 1755 de estos en la cabecera. Se sitúa a 260 km de la capital departamental, Bucaramanga, y a 210 de la capital del país, Bogotá. La temperatura promedio es de 19 °C. Su actual alcalde es Carlos Julio Marín Garcia.

## Historia
El territorio del actual municipio de Sucre estuvo poblado por los indios Agataes y Cocomees, tribus que pertenecían a la gran familia muisca.
La primera expedición española en llegar a este territorio estuvo al mando de Martín Galeano. En el periodo del Nuevo Reino de Granada, Vélez fue el centro de la provincia. El territorio fue recorrido en busca de plantas como la quina, el añil y las orquídeas, las cuales eran aprovechadas en la industria y en el comercio.
El municipio tiene vida jurídica a partir de 1892, cuando la Asamblea de Santander aprobó la ordenanza 038 de ese año. Inicialmente el municipio tuvo como cabecera municipal el caserío de La Granja, pero, por razones coyunturales de tipo político, la cabecera fue trasladada al sitio denominado Cúchina, lugar que hoy ocupa.

## Límites
- Norte: con los municipios de El Peñón y Bolívar.
- Sur: con La Belleza y Jesús María.
- Oriente: con el municipio de Guavatá.
- Occidente: con Bolívar.

## División Político-Administrativa
Además de su cabecera municipal, Sucre tiene bajo su jurisdicción los siguientes Centros poblados:
- El Líbano.
- La Granja.
- La Pradera.
- Sabana Grande.
- San Isidro.

## Festividades
Las festividades más importantes son el Festival del Canasto y el Festival del maíz, que se celebran en enero y noviembre.

## Lugares de interés
- Parroquia de San Isidro Labrador

- Laguna de San Miguel
- Parque Ecológico Caracolí
- Centro Recreacional de Sucre
- Cerro de la Virgen
- La Gruta
- Puente Militar
- Laguna Negra
- Cascada de los Micos, en límites con Jesús María